# Prédio da Casa Civil
O prédio da Casa Civil é um edifício público de estilo eclético localizado no Centro Histórico de Porto Alegre. Construído entre 1908 e 1909, atualmente faz parte do Complexo Palácio Piratini, abrigando a Secretaria da Casa Civil do Governo do Estado do Rio Grande do Sul.
A edificação desempenhou diferentes funções ligadas ao poder público ao longo do século XX. Seu primeiro uso, durante a construção do Palácio Piratini, foi abrigar parte da burocracia presidencial, enquanto o presidente despachava do Forte Apache. Na década de 1920, após passar por ampliação e reformas, foi ocupado pela Escola Complementar, atual Instituto de Educação.
Não há consenso sobre a autoria ou o programa previsto no projeto original, cuja documentação nunca foi localizada. Sabe-se, com base nos relatórios da Secretaria de Obras Públicas, que as obras foram executadas pelo construtor Júlio Nectoux. O projeto, entretanto, pode ter sido elaborado tanto em fins do período imperial (sob a coordenação do engenheiro Álvaro Nunes Pereira, autor do Hospital Psiquiátrico São Pedro) quanto nos primeiros anos do período republicano (sob a coordenação do engenheiro Affonso Hebert, autor da Biblioteca Pública do Estado).
Situado no número 1005 da Rua Duque de Caxias (ao lado da Casa da Junta), na esquina com a Rua General Auto (ao lado do Colégio Paula Soares) o prédio é informalmente chamada de Mil e cinco.

## Autoria
Não há consenso sobre a autoria do prédio atualmente ocupado pela Casa Civil, cujo projeto original nunca foi localizado. Pesquisadores divergem quanto ao profissional responsável por sua concepção, com pelo menos três hipóteses sendo citadas pela bibliografia: o engenheiro civil Álvaro Nunes Pereira, o arquiteto engenheiro Affonso Hebert (1852-1925) e o desenhista Attilio Trebbi, todos vinculados à Secretaria de Obras Públicas. 
Álvaro Nunes Pereira
Nascido em Alegrete, Álvaro Nunes Pereira foi um engenheiro civil diplomado pela Escola Politécnica do Rio de Janeiro, que à época seguia o modelo de ensino da Escola Politécnica de Paris. Ocupou o cargo de diretor geral da Secretaria de Obras Públicas em fins do período imperial, época durante a qual todos os projetos desenvolvidos na repartição eram assinados por ele. Apesar disso, é razoável argumentar pela impossibilidade de realização de todos os projetos por uma única pessoa.
Dentre os prédios assinados por Álvaro Nunes Pereira, estão o Hospital Psiquiátrico São Pedro (c. 1880) e o Asilo Padre Cacique (1881). Sua proposta não executada para um novo Palácio Governamental (1883), onde atualmente está implantado o Palácio Piratini (1909), previa um sobrado em linguagem renascentista com frontão clássico.
Em A Vida Cultural e a Arquitetura na Fase Positivista do Rio Grande do Sul, cuja primeira edição foi publicada em 2003, o pesquisador Günter Weimer atribui a Álvaro Nunes Pereira a autoria do prédio da Casa Civil.
Affonso Hebert
Proclamada a República, Álvaro Nunes Pereira foi substituído na direção geral da Secretaria de Obras Públicas por Affonso Hebert (1852-1925), responsável pela continuidade de algumas obras herdadas do Império. Como a documentação original nunca foi localizada, é possível supor que, se o projeto do prédio da Casa Civil não foi elaborado na gestão anterior, coube à Secretaria de Obras Públicas sob a direção de Affonso Hebert concebê-lo.
Seguindo o exemplo do antecessor, todas as obras sob sua direção eram creditadas apenas ao próprio Hebert. Em razão disso, em Arquitetos e Construtores no Rio Grande do Sul: 1892-1945, cuja primeira edição foi publicada em 2004, o pesquisador Günter Weimer atribui a Affonso Hebert a autoria do prédio da Casa Civil.
Dentre os prédios assinados por Hebert, estão o Arquivo Público do Estado (1910) e a Biblioteca Pública do Estado (1912). Sua proposta não executada para um novo Palácio Governamental (1896), onde atualmente está implantado o Palácio Piratini (1909), previa um palácio eclético de base clássica, com ampla decoração e volumes projetados na fachada principal.
Attílio Trebbi
Embora todos os projetos públicos elaborados durante primeiros anos do período republicano fossem assinados por Affonso Hebert, Athos Damasceno (1902-1975) aponta o desenhista Attílio Trebbi como um funcionário de destaque da Secretaria de Obras Públicas. Nascido em 1870 na cidade de Pelotas, Trebbi era o filho mais velho de Frederico Trebbi (1837-1928), professor de arte romano ativo no Rio Grande do Sul, com quem estudou até se tornar um desenhista conhecido. Apesar disso, sua maior fama veio de seus projetos arquitetônicos, sendo cogitado como autor de alguns edifícios da gestão Hebert.
Dentre os prédios atribuídos a Attílio Trebbi por Athos Damasceno, estão o Arquivo Púbico do Estado (1910) e um projeto não executado para a Faculdade de Medicina. Também são bastante conhecidos seu Mapa da Cidade de Porto Alegre (1906) e uma proposta não executada de ampliação e embelezamento da Praça da Matriz, com abertura de uma avenida que a ligaria à Praça da Alfândega, terminando no Cais Mauá.
Baseando-se em matérias publicadas no jornal A Federação em março de 1908, a pesquisadora Tainá Manfredini atribui a Attilio Trebbi a organização do projeto do prédio da Casa Civil, em monografia recente sobre a arquitetura de Theóphilo Borges de Barros.

## História
Projeto e construção
Não há consenso sobre o programa original previsto na elaboração do projeto do Mil e cinco. Enquanto alguns pesquisadores reportam que o prédio foi concebido para abrigar a Secretaria de Obras Públicas (repartição que nunca chegou a ocupá-lo), outras fontes alegam que foi desde o princípio desenhado para receber a Escola Normal, atual Instituto de Educação (que ocupou suas instalações de 1921 a 1927).
A construção da edificação, cuja pedra fundamental foi lançada em 10 de janeiro de 1908, foi executada por Júlio Nectoux. O construtor, que assinou vários contratos com a Secretaria de Obras Públicas nos anos iniciais do período republicano, foi responsável também pela execução do Hospital Psiquiátrico São Pedro.
1ª ocupação: Burocracia presidencial (1909-1921)
Durante o período da demolição do Palácio de Barro (1773) para construção do Palácio Piratini (1909), o prédio na esquina da Rua Duque de Caxias com a Rua General Auto passou a sediar alguns dos serviços da burocracia da presidência do Estado. O presidente, por sua vez, despachava do Forte Apache (1857).
Entre 1918 e 1919, o atual prédio da Casa Civil passou por reparações e ampliações, projetadas por Affonso Hebert e Theophilo Borges de Barros (1881-1953). O objetivo das obras, executadas pelo construtor Antonio Duarte Barbosa, era atender às necessidades da Escola Complementar.
2ª ocupação: Escola Complementar (1921-1927)
Quando o Palácio Piratini foi inaugurado, em 1921, as obras para um novo prédio destinado à Secretaria de Obras Públicas, na atual Rua Siqueira Campos, já haviam iniciado. Para os pesquisadores que defendem que o projeto original foi concebido para abrigar essa repartição, esse fato justifica a conversão funcional pela qual a edificação passou. Outros pesquisadores alegam que, a partir de então, o prédio passou finalmente a atender o uso proposto no projeto original, ou seja, abrigar a Escola Complementar (atual Instituto de Educação).
À época, a instituição era sediada no edifício do Arquivo, na Rua Duque de Caxias com a Rua Marechal Floriano Peixoto, no terreno em que atualmente está implantado o Colégio Sévigné. Única escola pública secundária do Estado, a instituição apresentava crescente número de alunos matriculados e instalações em condições precárias. Há referências na bibliografia sobre a ocupação do Mil e cinco pela Escola Complementar de 1921 a 1927.
O fato de a escola ocupar o prédio da esquina explica a construção do edifício abaixo, o Colégio Estadual Paula Soares (1919), com projeto desenvolvido por Theophilo Borges de Barros, autor dos edifícios da Secretaria da Fazenda (1920) e do jornal A Federação (1921). As escolas funcionavam juntas, ou eram complementares uma da outra.
3ª ocupação: Anexo da Assembleia de Representantes (data desconhecida)
Há referências que mencionam o uso do prédio pela Assembleia de Representantes, atual Assembleia Legislativa. À época, antes da construção do Palácio Farroupilha (1958), o Legislativo estadual era sediado na Casa da Junta (1790), edificação mais antiga de Porto Alegre, implantada no terreno ao lado.
4ª ocupação: Casa Civil (atualidade)
Atualmente, o prédio faz parte do Complexo Palácio Piratini, abrigando serviços públicos estaduais vinculados à Secretaria da Casa Civil. Desde 2023, a edificação passa por uma série de intervenções visando à restauração das fachadas e à requalificação de seus ambientes internos.

## Patrimônio Cultural
Atualmente, a edificação é inventariada como imóvel de estruturação pela Equipe do Patrimônio Histórico e Cultural (EPAHC) da Prefeitura Municipal de Porto Alegre.
Além disso, o prédio está localizado no entorno do Sítio Histórico da Praça da Matriz e da Alfândega, poligonal de tombamento demarcada pelo Instituto do Patrimônio Histórico e Artístico Nacional (IPHAN) em 2003, devido a sua importância cultural.
1. 1 2 3 4 5 6 7 8 9 10 11 12 13 14 15 16 17  WEIMER, Günter (2017). A Vida Cultural e a Arquitetura na Fase Positivista do Rio Grande do Sul 2ª ed. ed. Porto Alegre: EDIPUCRS. pp. 231–232. ISBN 9788539711437
2. 1 2 3 4  «Prédio 1005 tem fachada e estrutura interna revitalizadas». Palácio Piratini. 22 de abril de 2024. Consultado em 29 de dezembro de 2024
3. 1 2 3 4 5 6 7 8 9 10  Manfredini, Tainá (2023). «A arquitetura de Theóphilo Borges de Barros no Rio Grande do Sul». Lume (Repositório Digital da Univeridade Federal do Rio Grande do Sul). Consultado em 29 de dezembro de 2024
4. 1 2 3 4 5 6 7 8 9 10  WEIMER, Günter (2004). Arquitetos e Construtores no Rio Grande do Sul: 1892-1945. Santa Maria: Ed. UFSM
5. ↑  CALOVI PEREIRA, C.. HISTÓRIA E PROJETO NA RECONSTITUIÇÃO DO HOSPÍCIO SÃO PEDRO EM PORTO ALEGRE. In: 2º Seminário Ibero-Americano Arquitetura e Documentação, 2011, Belo Horizonte. MG. Anais ... Seminário Latino-Americano Arquitetura & Documentação. Belo Horizonte: UFMG, 2011. v. único.
6. 1 2 3  WEIMER, Günter (1998). A arquitetura. Col: Síntese Rio-Grandense 2ª ed. ed. Porto Alegre: Editora da Universidade (UFRGS). p. 109. ISBN 85-7025-272-2
7. 1 2 3  POLTOSI, Rodrigo; ROMAN, Vlademir (2016). Guia de Arquitetura de Porto Alegre. Porto Alegre: Escritos. ISBN 978-85-98334-62-2
8. ↑  «Museu de História da Medicina do Rio Grande do Sul». muhm.org.br. Consultado em 29 de dezembro de 2024
9. 1 2  CALOVI PEREIRA, C. . A CASA DO PODER: a arquitetura do Palácio Piratini em Porto Alegre. In: Ana Carolina Pellegrini; Juliano Vasconcellos. (Org.). Bloco 7. Novo Hamburgo, RS: Feevale, 2011, v. único, p. 42-55.
10. ↑  CALOVI PEREIRA, C. ; DIEFENBACH, Samantha ; CALOVI, Ricardo . Acrópole e ágora: as novas praças de Porto Alegre na República Velha. In: Sílvio Belmonte de Abreu Filho; Cláudio Calovi Pereira. (Org.). Porto Alegre de papel: avenida e praça (1910-1980). Porto Alegre: PROPAR - UFRGS, 2006, v. 1, p. 1-15.
11. ↑  DAMASCENO, Athos (1971). Artes plásticas no Rio Grande do Sul. Porto Alegre: Ed. Globo. p. 222
12. ↑  FIALHO, Daniela M.. A Planta de Porto Alegre (RS) de 1906. In: 3º Simpósio Brasileiro de Cartografia Histórica, 2016, Belo Horizonte. Anais do 3º Simpósio Brasileiro de Cartografia Histórica. Belo Horizonte: CRCH-UFMG, 2016. v. 1. p. 329-338.
13. ↑  A Federação, 16 de março de 1908, edição 00064, p .2.
14. 1 2 3 4 5  Grespan, Fernanda Plaza; De Castro, Rosane Michelli; Tezza, Leonardo Marques (24 de janeiro de 2024). «Escola normal de Porto Alegre/RS: lugar e tempo de formação de professoras». Caderno Pedagógico (1): 2303–2317. ISSN 1983-0882. doi:10.54033/cadpedv21n1-120. Consultado em 29 de dezembro de 2024
15. ↑  A Federação, 10 de janeiro de 1908, edição 00022, p. 2.
16. ↑  Relatório das Obras Públicas, 1918, p 19.